# Польські музичні чарти
Польські музичні чарти складаються з двох альбомних хіт-парадів і семи синглових, представлених Польською асоціацією компаній звукозапису (пол. Związek Producentów Audio Video, ZPAV). Перший, «Top 100», щомісячний чарт, який базується на даних, отриманих з альбомних компаній. Другий, «OLiS», тижневий чарт, оснований на даних з продажів альбомів.
З 2010 року ZPAV публікує розширену версію польського чарту:
- Airplay Chart — найпопулярніші пісні на польських радіостанціях (радіо та телебачення);
- Video Chart — найпопулярніші відеокліпи на каналах: MTV Polska, VIVA Polska, VH1 Polska і 4fun.tv;
- Dance Club Singles Chart — найпопулярніші 50 клубні пісні;
- Airplay Chart — New — найпопулярніші нові сингли поточного тижня;
- Airplay Chart — Up! — найбільші стрибки у позиціях поточного тижня;
- TOP Store Chart 50 — найпопулярніші пісні, які звучали у музичних магазинах/торговельних центрах (два чарти).